# Lauroppia similifallax
Lauroppia similifallax är en kvalsterart som beskrevs av Subías och Mínguez 1986. Lauroppia similifallax ingår i släktet Lauroppia och familjen Oppiidae. Inga underarter finns listade i Catalogue of Life.